# Grager

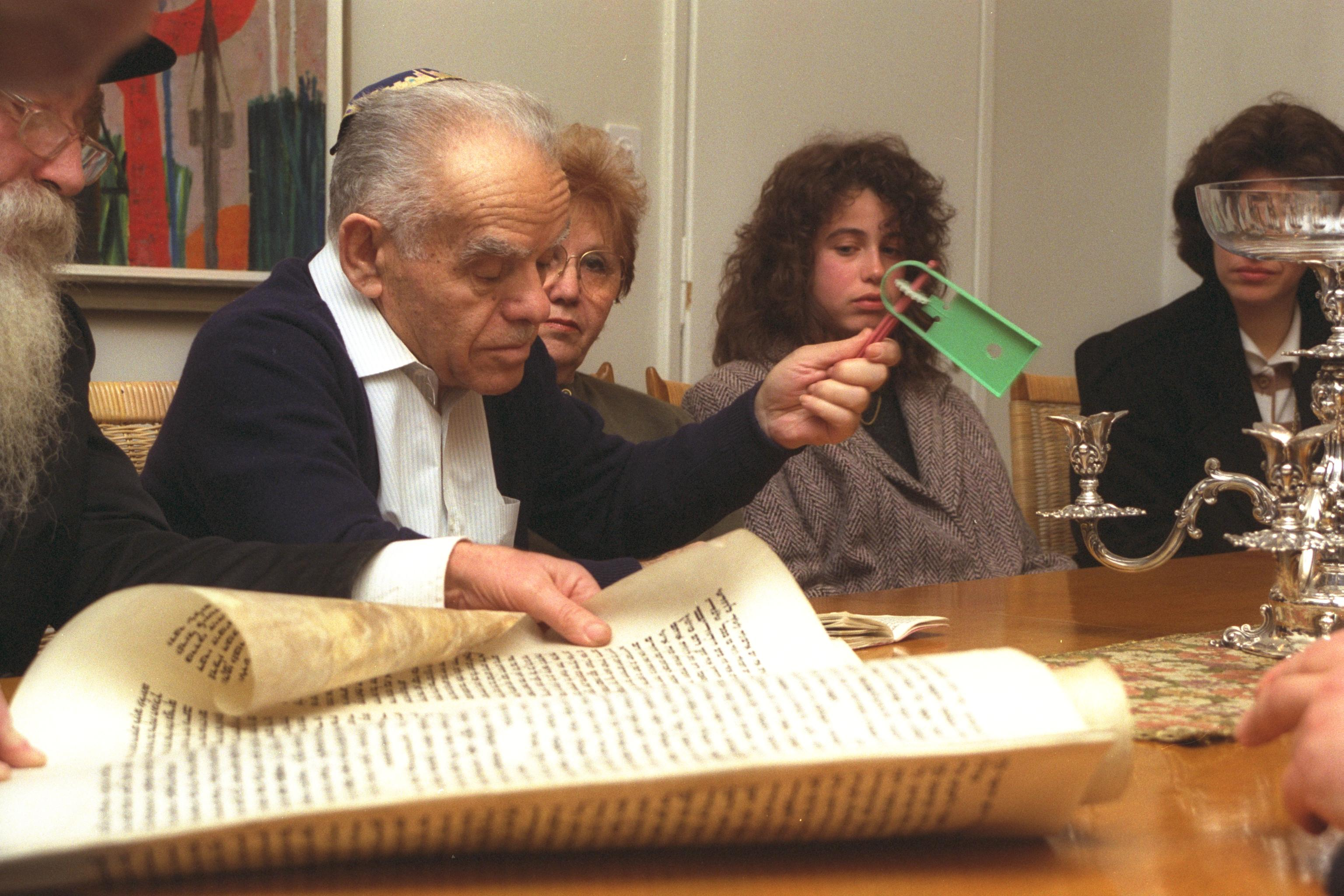
Yitzhak Shamir girando um grager

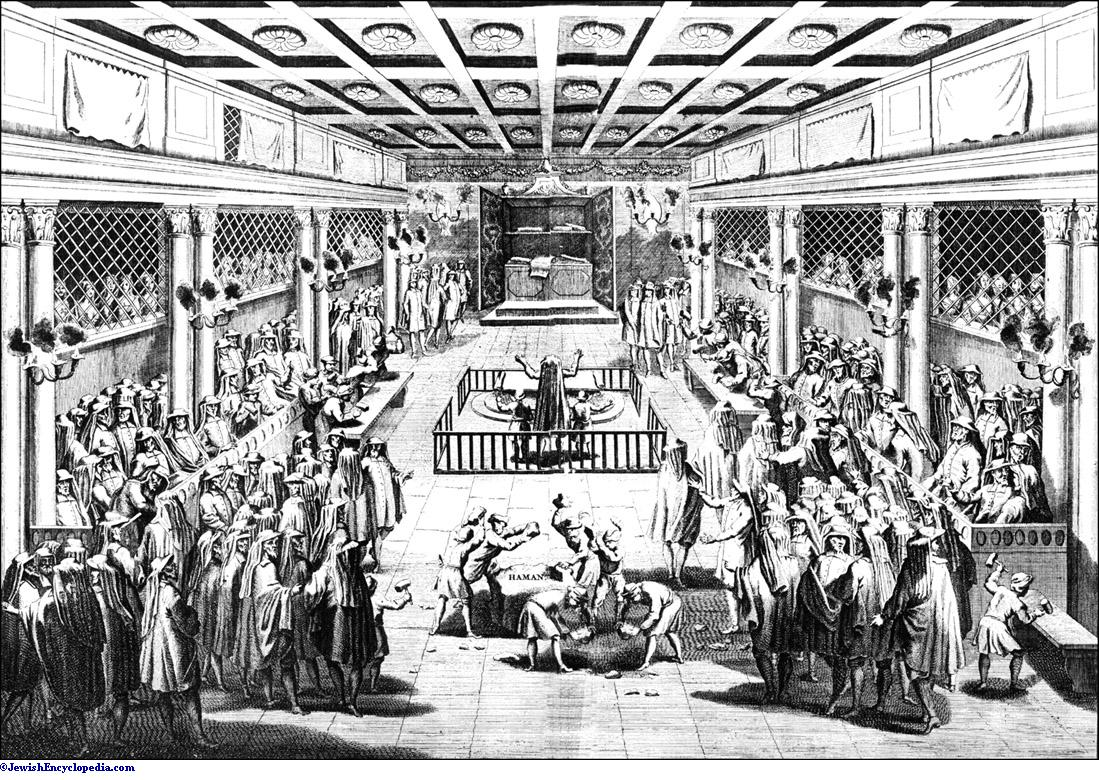
Derrubando o nome de Haman das pedras

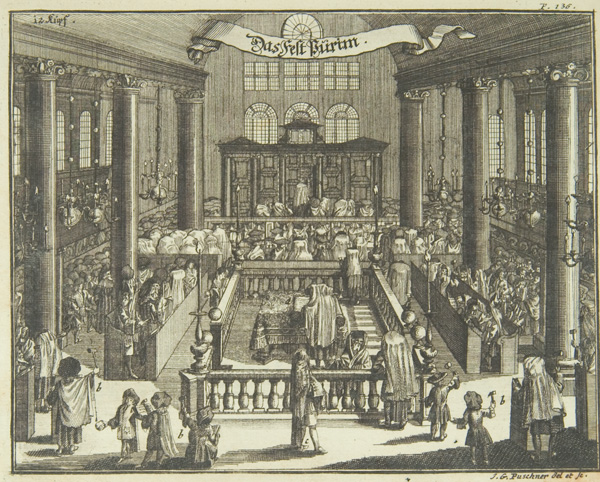
Leitura da Meguilá do século XVIII; crianças com gragers nas costas

Um grager (em iídiche:  גראַגער, "chocalho"), gragger, grogger ou ra'ashan é um dispositivo de produzir barulho, mais comumente uma matraca, usado para fazer barulho pela congregação quando o nome de Haman é lido durante a recitação da Meguilá na sinagoga durante a celebração de Purim para ofuscar o nome de Haman. Isso é feito de acordo com a passagem no Midrash que comenta que o versículo do Deuteronômio "Apagarás a lembrança de Amalek" deve ser entendido "mesmo da madeira e das pedras". Tradicionalmente, acredita-se que Haman seja um descendente de Amalek, e uma tradição se desenvolveu para escrever o nome de Haman em pedras e derrubá-las até que o nome seja apagado.
Vários rabinos proeminentes, incluindo os rabinos chefes sefarditas de Jerusalém, Raphael Meir Panigel, e de Izmir, Haim Palachi, protestaram contra a tradição de fazer barulho, considerando-a uma perturbação imprópria obstruindo a recitação da Meguilá.
O rabino Shimon Apisdorf sugere que qualquer barulho serve: "despertadores, xilofones infantis, bonecas que choram com o apertar de um botão, um carro de polícia de brinquedo com sirene e luzes piscando ou qualquer outra coisa que faça um barulho maravilhosamente irritante".
Eliezer Ben-Yehuda inicialmente sugeriu a palavra em hebraico:  מנענע, "agitador", para o dispositivo de Purim, mas sob a influência do iídiche o termo em hebraico:  רעשן ra'ashan para chocalho (do hebraico ra-ash, que significa 'barulho', sugerido pelo filho de Ben Yehuda, Itamar Ben-Avi) foi aceito.